# Skala miksolidyjska
Skala miksolidyjska – jedna ze skal muzycznych używanych w starożytnej Grecji, zaczynająca się od dźwięku h1.
Rys. Grecka skala miksolidyjska.
W średniowieczu skalą miksolidyjską nazywano skalę zaczynającą się od dźwięku g. Zobacz też skala miksolidyjska kościelna.